# Ben Huh
Ben Huh južnokorejsko ameriški poslovnež, * 1979, Seul, Južna Koreja.
Ben Huh je južnokorejsko-ameriški podjetnik in nekdanji izvršni direktor mreže The Cheezburger Network, ki je na svojem vrhuncu leta 2010 prejela 375 milijonov ogledov na mesec na svojih 50 spletnih mestih.

## Zgodnje življenje
Huh se je rodil v Seulu v Južni Koreji in odraščal  v Kaliforniji. Leta 1999 je Huh diplomiral iz novinarstva na Univerzi Northwestern, čeprav angleščina ni bila njegov prvi jezik.
Huh se je odločil, da ustvari kariero v Internetu. Ustanovil je podjetje za spletno analitiko, ki je po 18 mesecih propadlo. Nato je v šestih letih delal v treh podjetjih.
Leta 2007 je Huh za zabavo začel blog s svojo ženo o svojem življenju s psom v Seattlu. Kasneje istega leta je prišlo do vrste odpoklicev hrane za hišne živali in podjetje odgovorno za to je odstranilo njihovo spletno stran. Huh je pregledal predpomnjene datoteke podjetja in našel PDF, v katerem so bili opisani kupci, prihodki in lokacije obratov podjetja. To je objavil na svojem blogu, ta objava pa je dobila številne povezave v spletu. Ena od povezav je bila s spletnega mesta I Can Has Cheezburger in Huh je postal prijatelj z lastnikoma tega podjetja.

## The Cheezburger Network
Septembra 2007 se je Huh povezal s skupino poslovnih angelov, da bi kupil I Can Has Cheezburger  Takrat je spletno mesto imelo 500.000 ogledov na dan, kar je bilo po Huhovih besedah »fantastično za spletno mesto s slikami mačk, ki ga nihče ne razume.« Rad se pošali, da je bil njegov predlog za vlagatelje: »Rad bi ustanovil medijsko podjetje z nakupom spletne strani s slikami mačk. Mi lahko daste 2,25 milijona dolarjev?«
Huh trenutno vodi Cheezburger, ki je v letu 2011 imel 375 milijonov ogledov strani na mesec na svojih 50 spletnih mestih, vključno z I Can Has Cheezburger, FAIL Blog, The Daily What, Know Your Meme in Memebase. Vsebino ustvarjajo uporabniki, pri čemer lahko uporabniki nalagajo slike in dodajo opise slik po celotnem omrežju spletnih mest. Najboljše določijo zaposleni in uporabniki Cheezburgerja, ki jih nato dnevno objavljajo na naslovnicah. Čeprav Huh ne razkriva finančnih podrobnosti, Wired domneva, da omrežje ustvari 4 milijone dolarjev letnega prihodka, ki izvira predvsem iz prikaznih oglasov, knjig in trgovskega blaga. Izdali so pet knjig, od katerih sta dve uspešnici New York Timesa.

## Nagrade
Huh je leta 2011 prejel nagrado Ernst & Young Entrepreneur Of The Year Award.